# 播州薬師霊場
播州薬師霊場（ばんしゅうやくしれいじょう）は、播州地域（兵庫県南西部）にある薬師瑠璃光如来を祀る霊場のこと。全ての札所は天台宗の寺院からなる。1980年（昭和55年）結成。

## 霊場一覧
| 札所   | 山号     | 寺院名                  | 所在地                               | 宗派   | 備考                                            |
| ------ | -------- | ----------------------- | ------------------------------------ | ------ | ----------------------------------------------- |
| 御本山 | 比叡山   | 延暦寺 （えんりゃくじ） | 〒520-0116 滋賀県大津市坂本本町4220  | 天台宗 | 西国薬師49                                      |
| 1      | 三身山   | 太山寺 （たいさんじ）   | 〒651-2108 神戸市西区伊川谷町前開224 | 天台宗 | 新西国25、神戸六地蔵1、明石西国26、神戸十三仏4  |
| 2      | 医王山   | 與楽寺 （よらくじ）     | 〒651-2117 神戸市西区北別府2丁目12-1 | 天台宗 | -                                               |
| 3      | 医王山   | 清水寺 （せいすいじ）   | 〒651-2125 神戸市西区玉津町新方498-1 | 天台宗 | -                                               |
| 4      | 護国山   | 宝福寺 （ほうふくじ）   | 〒651-2233 神戸市西区櫨谷町福谷710   | 天台宗 | -                                               |
| 5      | 太寺山   | 高家寺 （こうけじ）     | 〒673-0845 明石市太寺2丁目10-35      | 天台宗 | -                                               |
| 6      | 龍王山   | 長林寺 （ちょうりんじ） | 〒673-0893 明石市材木町9-4           | 天台宗 | -                                               |
| 7      | 薬王山   | 長光寺 （ちょうこうじ） | 〒674-0062 明石市大久保町谷八木742   | 天台宗 | -                                               |
| 8      | 念仏山   | 教信寺 （きょうしんじ） | 〒675-0012 加古川市野口町野口465     | 天台宗 | -                                               |
| 9      | 刀田山   | 鶴林寺 （かくりんじ）   | 〒675-0031 加古川市加古川町北在家424 | 天台宗 | 新西国27、西国薬師22、関西花9、聖徳太子御遺跡27 |
| 10     | 御獄山   | 清水寺 （きよみずでら） | 〒673-1402 加東市平木1194            | 天台宗 | 西国25、播磨西国31                              |
| 11     | 北栄山   | 羅漢寺 （らかんじ）     | 〒675-2312 加西市北条町北条1293      | 天台宗 | -                                               |
| 12     | 妙徳山   | 神積寺 （じんしゃくじ） | 〒679-2205 神崎郡福崎町東田原1891    | 天台宗 | 西国薬師24                                      |
| 13     | 妙見山   | 應聖寺 （おうしょうじ） | 〒679-2217 神崎郡福崎町高岡1912      | 天台宗 | 関西花8                                         |
| 14     | 松金山   | 薬常寺 （やくじょうじ） | 〒679-2101 姫路市船津町3763          | 天台宗 | -                                               |
| 15     | 増位山   | 随願寺 （ずいがんじ）   | 〒670-0808 姫路市白国3丁目12-5       | 天台宗 | 播磨西国4                                       |
| 16     | 書寫山   | 圓教寺 （えんぎょうじ） | 〒671-2201 姫路市書写2968            | 天台宗 | 西国27、播磨西国1                               |
| 17     | 一乗山   | 圓明寺 （えんみょうじ） | 〒671-2106 姫路市夢前町莇野219       | 天台宗 | -                                               |
| 18     | いかるが | 斑鳩寺 （いかるがでら） | 〒671-1561 揖保郡太子町鵤709         | 天台宗 | 新西国32、西国薬師23、聖徳太子御遺跡28          |
| 19     | 宝性山   | 長楽寺 （ちょうらくじ） | 〒678-0174 赤穂市砂子398             | 天台宗 | 播磨西国9                                       |
| 20     | 明王山   | 普門寺 （ふもんじ）     | 〒678-0221 赤穂市尾崎825-2           | 天台宗 | 尼寺35                                          |
| 21     | 有乳山   | 岩屋寺 （いわやじ）     | 〒679-2121 姫路市豊富町神谷3031      | 天台宗 | -                                               |